# Leslie (Arkansas)
Leslie es una ciudad en el condado de Searcy, Arkansas, Estados Unidos. Para el censo de 2000 la población era de 482 habitantes.

## Geografía
Leslie se localiza a 35°49′47″N 92°33′28″O / 35.82972, -92.55778. De acuerdo a la Oficina del Censo de los Estados Unidos, la ciudad tiene un área total de 1,9 km², de los cuales el 100% es tierra.

## Demografía
Según el censo de 2000, había 482 personas, 224 hogares y 127 familias en la ciudad. La densidad de población era 253,7 hab/km². Había 278 viviendas para una densidad promedio de 143,1 por kilómetro cuadrado. De la población el 99,38% eran blancos, el 0,21% amerindios y el 0,41% mestizos. El 1,24% de la población eran hispanos o latinos de cualquier raza.
Se contaron 224 hogares, de los cuales el 29,5% tenían niños menores de 18 años, el 40,2% eran parejas casadas viviendo juntos, el 13,8% tenían una mujer como cabeza del hogar sin marido presente y el 42,9% eran hogares no familiares. El 40,6% de los hogares estaban formados por un solo miembro y el 22,3% tenían a un mayor de 65 años viviendo solo. La cantidad de miembros promedio por hogar era de 2,15 y el tamaño promedio de familia era de 2,96 miembros.
En la ciudad la población estaba distribuida en: 26,8% menores de 18 años, 7,7% entre 18 y 24, 25,5% entre 25 y 44, 21,0% entre 45 y 64 y 19,1% tenían 65 o más años. La edad media fue 38 años. Por cada 100 mujeres había 84,7 varones. Por cada 100 mujeres mayores de 18 años había 82,9 varones.
El ingreso medio para un hogar en la ciudad fue de $14.485 y el ingreso medio para una familia $21.607. Los hombres tuvieron un ingreso promedio de $23.250 contra $15.833 de las mujeres. El ingreso per cápita de la ciudad fue de $10.446. Cerca de 23,9% de las familias y 31,1% de la población estaban por debajo de la línea de pobreza, 54,7% de los cuales eran menores de 18 años y 25,5% mayores de 65.